# 美国共和党的政治立场
美国共和党的政治纲领历来以美国保守主义为核心，与民主党的现代自由主义形成鲜明对比。 共和党的政策立场随着时间的推移不断演变。目前，该党的财政保守主义主张包括降低税收、维护枪支权利、倡导小政府 ，并推崇自由市场资本主义、自由贸易、减少政府对企业的监管，以及限制工会权力。在社会保守主义方面，共和党坚持捍卫宪法第二修正案所赋予的枪支权利，支持死刑，并倡导以基督教价值观为基础的传统道德观，其中包括对堕胎的严格限制 。
在外交政策上，共和党人通常主张增强国防实力、增加军费开支，并倾向于采取单边行动，以维护国家利益。此外，共和党坚决反对非法移民、毒品合法化和平权行动，同时积极推动择校自由（School Choice）和校内祷告权利，以强化其在教育政策方面的保守立场。

## 经济议题
自 20 世纪 20 年代以来，共和党一直坚持财政保守主义的理念。共和党人坚信，自由市场和个人成就是推动经济繁荣的主要因素。为此，他们倡导自由放任经济（laissez-faire economics）、小政府、自由市场与自由贸易，并支持削减税收、减少政府开支、推进私有化，以及缩减政府运营的福利项目，转而依赖私营非营利机构，并鼓励个人承担更多责任。
然而，在后来的某些时期，一些共和党人开始从支持自由贸易转向主张贸易保护主义。
历史上，共和党一直在地方商界以及美国内战后“镀金时代”崛起的大型企业集团中拥有稳固的支持基础。然而，进入 21 世纪，这种情况发生了变化，许多大型企业逐渐向左派倾斜，热衷于施压、审查和宣传自由派的社会观念和政策。

### 税收
供给侧经济学是现代共和党推崇的主要经济理论之一。里根政府时期的“里根经济学”（Reaganomics）便源于此理论，该理论认为降低所得税税率可促进经济增长，从而带来相同或更多的税收收入 。因此，共和党长期倡导减税，认为累进税率不公平地针对了创造就业和财富的人，并普遍反对遗产税。
19 世纪至 20 世纪初，共和党支持关税以保护美国工业和工人。1896 年政纲强调保护主义政策，主张对外国商品征税，扶持本国产业，保障美国工人薪资水平。

### 福利
共和党反对政府主导的贫困救助福利项目，认为这类政策助长依赖性，削弱个人进取精神。相较之下，他们提倡个人责任和自力更生，鼓励公民掌控自己的生活。共和党曾主导并大力推动 1996 年福利改革，该法案最终由民主党总统克林顿（Bill Clinton）签署生效，并大幅限制了数千个美国家庭的福利资格。

### 教育
大多数共和党人支持择校自由(school choice)，主张通过特许学校（Charter Schools）和私立学校代金券（School Vouchers）提供更多教育选择。
特许学校是一种公立但独立运营的学校，通常由非营利组织、教育机构或社区团体创办，并通过政府拨款资助。与传统公立学校相比，特许学校拥有更大的自主权，可在课程设置、教学方法和师资聘用方面进行创新，同时仍需接受政府监管，确保达到特定的教育标准。
私立学校代金券是一种政府提供的财政补助，让符合条件的家庭将这笔资金用于支付私立学校学费，而非只能选择公立学校。这一政策旨在提供低收入家庭更多择校自由，允许家长为孩子选择更适合的学校，而不仅仅局限于居住地的公立学校。
许多共和党人批评公立学校系统的表现以及教师工会的影响。共和党坚持推行更严格的公立学校问责制度，其中最具代表性的是2001 年的《不让一个孩子掉队法案》（No Child Left Behind Act）。该法案在国会获得两党支持，并由布什总统签署生效。许多共和党人反对 1979 年设立美国教育部。

### 医疗政策
共和党反对政府主导的单一支付者医疗体系，认为其属于社会化医疗，更支持个人或雇主提供的保险，由Medicare（联邦医疗保险）覆盖老年人，Medicaid（联邦医疗补助）为约 40% 的贫困人口提供保障。
2003 年，国会在两党支持下通过《联邦医疗保险现代化法案》（Medicare Modernization Act），覆盖处方药费用，并由总统布什签署成为法律。
共和党人普遍支持提高健康保险可转移性，保护既有病症患者的保险权益，限制医疗事故诉讼赔偿，推广电子医疗记录系统，优先发展预防性医疗，并通过税收优惠降低无保险人群的成本。共和党还反对政府资助选择性堕胎。

### 工会
自 20 世纪 20 年代以来，共和党普遍反对工会，而工会是民主党“新政联盟”的重要力量。尽管私营部门工会会员减少，但公共部门工会（如教师工会）的影响力有所上升。
共和党在州级支持“工作权法”（Right to Work Laws），削弱工会权力；在联邦层面，他们支持 1947 年《塔夫脱-哈特利法案》，赋予工人选择不加入工会的权利。
多数共和党人反对提高最低工资，认为这会削减就业、推动外包，并导致物价上涨。 分析人士指出，工会的最强烈反对者已转向共和党阵营。
2010 年，在茶党支持下，共和党州长斯科特·沃克（Scott Walker）大力削弱公共部门工会，理由是养老金负担过重和工会权力过大。 尽管受到民主党和工会挑战，他成功抵御罢免投票，并于 2014 年连任
。

### 环境政策
历史上，共和党部分领导人支持环保，如西奥多·罗斯福推动国家公园体系， 尼克松成立环境保护署（EPA）。 
共和党主张市场导向的环保政策，强调经济增长与环境保护并行， 支持清洁能源和核能，但反对碳排放交易 ， 并支持扩大石油钻探。
党内对气候变化问题分歧严重， 很多共和党人反对激进的环保政策，并否认气候变化。

## 社会议题
共和党普遍支持社会保守主义政策，但党内也存在中间派和自由意志主义派的不同声音。社会保守派主张制定法律维护基于基督教传统的家庭价值观，反对下列议题：
- 堕胎
- 同性婚姻
- 跨性别权利
- 全面性教育
- 娱乐性毒品的使用[26]
- 枪支管制
- 平权行动
- 批判性种族理论
- 非法移民[26][27]

### 堕胎和干细胞研究
大多数共和党人反对选择性堕胎，理由基于宗教或道德，但部分人支持在强奸、乱伦或危及母亲生命时例外。2003 年，共和党国会成员大力支持《晚期引产堕胎禁令法案》。近年来，党内立场进一步收紧，许多成员仅接受母亲生命受威胁时例外。
尽管共和党支持科学研究经费，但反对联邦资助胚胎干细胞研究，认为其涉及破坏人类胚胎。 布什总统两次否决研究资助法案，称其“跨越了道德界限”。 党内更倾向于支持成人干细胞和羊膜干细胞研究。

#### 历史演变
共和党1976 年首次在党纲中加入反堕胎立场，并推动《海德修正案》限制联邦资金用于堕胎 。 1980 年后，党内立场趋于保守，里根总统支持全面禁止堕胎。1990 年代后，共和党高层竞选时淡化堕胎议题，以吸引中间选民。
2012 年共和党纲领明确指出“未出生的儿童拥有不可侵犯的生命权”，反对使用公共资金推广或执行堕胎。特朗普总统最初支持堕胎权，但2016 年竞选时转为反堕胎立场，并承诺提名倾向推翻《罗诉韦德案》的法官。2022 年，最高法院推翻该案，将堕胎立法权交还各州。

### 平权行动
共和党人，尤其是共和党女性，普遍反对针对女性和部分少数族裔的平权行动（Affirmative Action），认为其本质上是“配额制度”，违背择优录取原则（Meritocracy），并可能加剧社会分裂。许多共和党人支持种族中立的大学招生政策，但主张将学生的社会经济背景纳入考量。

### 死刑
共和党支持严格的法律与秩序政策以控制犯罪。绝大多数共和党人支持死刑。共和党历届党纲始终主张死刑具有有效的威慑作用，有助于提升社区安全，并将其与近年来犯罪率上升联系起来。
共和党不认为死刑属于残忍或不符合宪法的惩罚，因此反对任何旨在废除死刑的刑事司法改革。

### 拥枪权
共和党人普遍支持枪支拥有权，并反对限制枪支及相关配件的法律。
然而，近年来， 一些温和派共和党人对此立场有所松动。2018 年 11 月 28 日晚，时任总统特朗普宣布，其政府将禁止撞火枪托。 这一决定在共和党内部引发分歧，部分共和党人支持，但也有人反对。

### 毒品合法化
共和党历来支持“禁毒战争”（War on Drugs），并反对毒品合法化 。
然而，近年来，共和党对大麻合法化的反对力度有所减弱，部分国会共和党议员支持将大麻去罪化或合法化，并推动涉及毒品犯罪的刑事司法改革。

### 校内祷告
共和党支持公立学校批准的校内祷告，但自1962 年《恩格尔诉维塔利案》（Engel v. Vitale）裁决以来，公立学校已被禁止组织或推动宗教祷告。共和党人长期反对这一禁令，认为其故意将基督教排除在美国公立教育体系之外。
此外，许多共和党人主张教师在教授进化论的同时，也应教授创世论或智能设计论（Intelligent Design），从而让公立学校学生接触不同观点
。

### LGBTQ+议题
截至目前，共和党党纲正式反对同性婚姻及其他 LGBT 相关议题。
2015 年，美国最高法院在《奥贝格费尔诉霍奇斯案》（Obergefell v. Hodges）中裁定同性婚姻在全国范围内合法化，此后，共和党内部在是否接受该裁决或通过宪法修正案加以推翻的问题上产生了分歧。2016 年总统候选人特德·克鲁兹（Ted Cruz）和斯科特·沃克（Scott Walker）支持通过宪法修正案再次禁止同性婚姻，而另一位 2016 年总统候选人杰布·布什（Jeb Bush）则对此持不同立场。 然而，2016 年共和党党纲明确谴责最高法院的裁决，并重申婚姻应被定义为“自然婚姻，即一男一女的结合”。
1992 年共和党党纲禁止同性恋者参军，认为有助于维持军队纪律。 该立场持续至2012 年，当年党纲删除相关措辞。2012 年民调显示，仅 41% 的共和党人支持恢复禁令。
1992 年党纲反对在反歧视法律中纳入性取向保护条款 。2008 年和 2012 年共和党党纲支持基于性别、种族、年龄、宗教、信仰、残疾或国籍的反歧视法规，但未提及性取向和性别认同。
2013 年，61% 的共和党人支持立法保护同性恋者免受就业歧视。2007 年，60% 共和党人支持将性取向和性别认同纳入仇恨犯罪法。

### 移民
共和党在非法移民问题上存在分歧，部分人支持引入移民劳工并放宽入籍标准，而另一些人坚持“边境执法优先”。2006 年，白宫支持的移民改革法案在共和党主导的参议院通过，该法案允许数百万非法移民获得公民身份，但遭众议院反对，最终未通过。

## 外交政策
共和党倾向军事主义和民族主义，整体上比民主党更支持增强军事实力，但党内在具体策略上存在分歧。新保守派主张干预主义，通过扩大军力在全球推广美国价值观，而自由意志主义派和古保守派则更倾向不干涉主义，其中古保守派仍支持强大国防。
历史上，共和党在二战前推行孤立主义 ，但冷战后转向国际主义，支持杜鲁门主义、马歇尔计划和北约。新保守派在里根和布什政府时期影响显著，推动2003 年伊拉克战争  ，并支持强化以色列关系及中东民主化。
反恐战争成为 2002 和 2004 年选举中的关键议题，共和党主导阿富汗和伊拉克战争，并提出“先发制人战争”理论。然而，伊拉克战争的后果削弱了其党内支持。部分共和党人，如麦凯恩、克鲁兹、赫卡比和罗恩·保罗，强烈反对强化审讯技术（酷刑）。
贸易政策在党内立场反复。19 世纪至 20 世纪初，共和党支持高关税保护主义 ，但二战后转向自由贸易，推动北美自由贸易协定（NAFTA）。特朗普政府回归保护主义 ，退出跨太平洋伙伴关系协定（TPP），对华发起贸易战，并以《美墨加协定（USMCA）》取代北美自由贸易协定。
在对外援助方面，共和党反对奥巴马政府以金钱援助推动文化议程，如推动同性恋权利 ，并主张减少对外援助以维护国家安全和移民政策利益。
在外交关系上，共和党长期支持以色列，推动中东和平，并在俄乌战争问题上内部存分歧。

## 其他议题
共和党支持严格宪法解释（Strict Constructionism）和文本主义（Textualism），主张依据宪法原意进行判决，而非“活宪法”模式 。共和党普遍认为《罗诉韦德案》是司法激进主义的案例，部分人努力阻止“激进派法官”的任命，并支持司法克制。然而，党内对司法权是否应尊重立法权存在争议，一些人主张强化立法至上。
共和党倾向缩小联邦政府权力，强化州权，尤其在民权、堕胎、婚姻法规等问题上。 但在同性婚姻、安乐死等议题上，党内分歧明显，古保守派支持联邦干预，自由意志主义派主张下放州权。
2020 年，共和党未制定正式党纲，仅表达对特朗普政策的支持，并批评媒体偏见，引发个人崇拜的质疑。